# Sklerodermi
Sklerodermi (av grekiskans σκληρός skleros, "hård", och δέρμα derma, "hud"), är en reumatisk sjukdom och bindvävssjukdom där huden först blir tjock och förhårdnad genom ökad kollagenbildning, senare tunn och stram. Orsaken är okänd. Första symptomet är i regel attacker av frusenhet och blekhet i fingrar och tår (Raynauds fenomen). Ofta drabbas även muskler, leder och olika inre organ (systemisk skleros). 
Sklerodermi är en så kallad kronisk autoimmun sjukdom, vilket innebär att kroppen reagerar mot den egna vävnaden på liknande sätt som immunförsvaret annars angriper till exempel virus. Sjukdomen debuterar oftast i åldrarna mellan 30 och 50 år. Det finns två varianter av sjukdomen. Den ena heter diffus kutan systemisk skleros (dcSSc) och den andra varianten begränsad kutan systemisk skleros (lcSSc).
Behandlingen inriktas mot symptomen. Antikroppar (ANA och Scl-70) kan finnas. Behandling sker ibland med cellgift, men ingen terapi kan bota sjukdomen. I Amsterdam genomfördes år 2014 en experimentell behandling som kallas "högdoscellgiftsbehandling med stamcellsstöd". Behandlingen kan ge positiva effekter men samtidigt finns risker. En av tio uppges avlida av själva behandlingen. Utan behandling blir oftast sjukdomen värre, men ibland kan den bli bra. I de allvarligaste fallen är den förväntade livslängden några år efter diagnos.